# Juan Manuel González de Linares Palou
Juan Manuel González de Linares Palou (Madrid, 3 de noviembre de 1955) es un diplomático español. Fue embajador de España en Tanzania (2009-2012).

## Biografía
Licenciado en Filosofía y Letras por la Universidad Complutense de Madrid. Ingresó en 1981 en la carrera diplomática. Ha estado destinado en las representaciones diplomáticas españolas en Tanzania, Bulgaria y Finlandia, así como en la Representación Permanente de España ante la Oficina de las Naciones Unidas en Ginebra. 
Fue Subdirector General de Organismos Internacionales Técnicos y Desarrollo, asesor en el Gabinete del ministro de Asuntos Exteriores y vocal asesor en la Unidad de Coordinación de la Participación de España en el Consejo de las Naciones Unidas. De 2004 a 2009 fue subdirector general de Naciones Unidas. El 27 de julio de 2012 fue nombrado embajador representante permanente adjunto en la Misión Permanente de España ante Naciones Unidas.

## Nota
1. ↑  El segundo apellido es Palou, tal y como se refleja en EU Ambassador in Dar Es Salaam visits Operation ATALANTA Force Commander, aunque la resolución del Consejo de Ministros cometió un error señalando Palau, con lo que en muchas citas periodísticas aparece con este segundo apellido.